# Hatsumōde
Hatsumōde (jap. 初詣で hatsumōde; także hatsumairi 初参り) – pierwsza wizyta w japońskim chramie shintō (także w świątyni buddyjskiej lub chrześcijańskiej), z okazji Nowego Roku. 

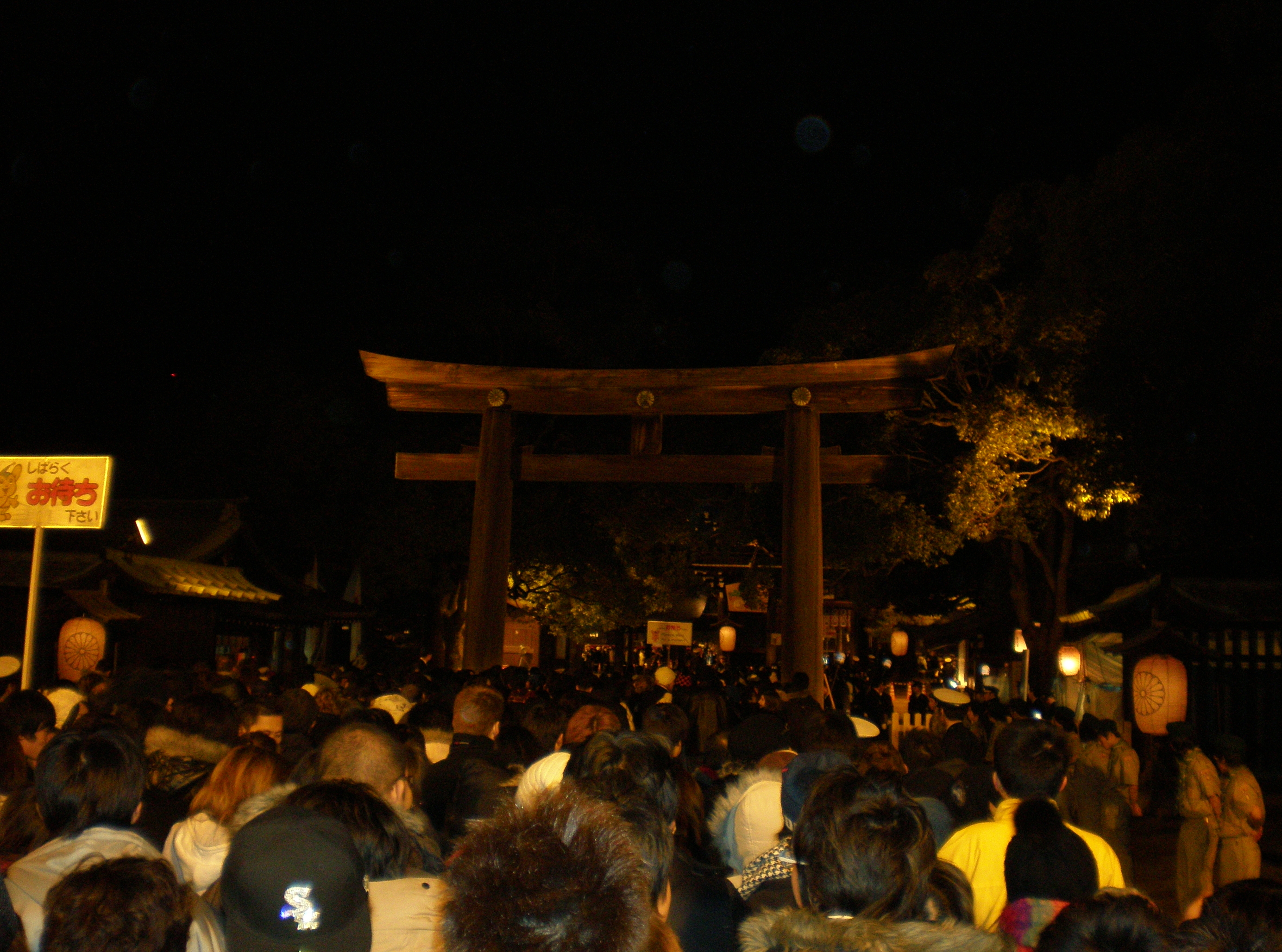
Zapełniony chram Meiji podczas Hatsumōde

Japończycy udają się do chramów, aby modlić się o szczęście i opiekę bogów w nadchodzącym roku. Kupowane są nowe o-mamori (amulety), o różnym „działaniu” np. chroniące przed chorobami, czy wypadkami samochodowymi. Stare są oddawane do świątyń do spalenia. 
Większość Japończyków w okresie od 29 grudnia do 3 stycznia ma dni wolne od pracy. W tym czasie sprząta się dom, spłaca długi i odwiedza rodzinę, przy okazji wymieniając się prezentami. Ważne, aby nie wejść w nowy rok z bagażem problemów i zobowiązań. 
W zwyczaju jest spędzać poranek Nowego Roku w rodzinnym gronie, popijając sake, często zawierającą jadalne płatki złota i spożywając specjalnie przygotowane, uroczyste potrawy. 
Wizyty w chramach mają uroczysty charakter i podczas hatsumōde kobiety i mężczyźni są często ubrani w tradycyjne stroje (kimono). 
Niektóre chramy i świątynie cieszą się ogromną popularnością i są odwiedzane przez miliony ludzi w ciągu kilku dni. Dla przykładu chram Meiji w tokijskiej dzielnicy Harajuku odwiedziło w 1998 r. 3,45 mln pielgrzymów.
Podczas hatsumōde kupuje się wróżby zwane o-mikuji. Jeśli o-mikuji przepowiada pecha można je przywiązać do drzewa na terenie chramu, w nadziei że prognozy się nie spełnią. O-mikuji szczegółowo określa i podpowiada jak powinno się zachować podczas nowego roku w różnych dziedzinach życia takich jak praca i miłość. 
Japończycy uważają, że hatsumōde wywodzi się od pradawnej tradycji pochodzącej od praktyki ehō-mairi, polegającej na przestrzeganiu zasady udawania się w „szczęśliwym kierunku” np. w przypadku przeprowadzki czy podróży.